# Роговец, Пётр Дмитриевич
Пётр Дмитриевич Роговец (1906—1975) — директор совхоза «Новоалександровка» Яготинского района Киевской области, Герой Социалистического Труда (30.04.1966).
Место рождения: Киевская губерния, с. Малая Супоевка (в советское время — Березанский (Згуровский) район). Сын волостного комиссара.
В сентябре 1939 г. участвовал в освобождении Западной Украины от остатков польских войск. Затем работал в Ровенской области.
С декабря 1941 по 1946 год служил в РККА, участник войны. Место призыва: Иглинский РВК, Башкирская АССР, Иглинский район. Награждён орденом Красной Звезды (1944).
С 1947 по 1972 год директор совхоза «Новоалександровка» Яготинского района Киевской области.
В 1948 году заложил первый сад и в дальнейшем сделал садоводство ведущей отраслью сельхозпредприятия.
Герой Социалистического Труда (30.04.1966).
С 1972 г. председатель Новоалександровского сельсовета.
Умер в 1975 году.